# Charlot poliziotto
Charlot poliziotto (Easy Street) è un cortometraggio interpretato, diretto e prodotto da Charlie Chaplin; fu proiettato la prima volta il 22 gennaio 1917. In Italia è noto anche con il titolo La strada della paura.

## Trama
Il canto e la voce soave della ragazza seducono il vagabondo inducendolo ad entrare nella missione e partecipare egli stesso alla funzione in corso, al termine della quale la conversazione tenuta con la ragazza e il pastore converte il vagabondo alla rettitudine che, accomiatandosi, spontaneamente restituisce la cassetta delle offerte in precedenza arraffata.
Il quartiere è degradato, i suoi abitanti poveri, violenti e nullafacenti, o meglio, occupati a malmenare i malcapitati agenti della locale stazione di polizia, e tra tutti spicca per cattiveria il trucido, gigantesco e prepotente bullo che terrorizza tutta la via antistante la missione. Il lavoro scarseggia, tranne quello di poliziotto, reclamizzato e offerto fuori dalla locale stazione di polizia e che alla fine tenterà anche il vagabondo, dopo due o tre tentativi falliti, forzando la propria anarchica natura, si decide ad entrare nella stazione per uscirne poco dopo calzando una fiammante uniforme da poliziotto di due taglie più grande, ma abilitato a difendere e far osservare la legge ed inviato in missione proprio nella via dove spadroneggia il cattivo. Si pentirà, Charlot, della carriera intrapresa non appena si troverà faccia a faccia col prepotente, insofferente all'autorità e che subito manifesta le sue pessime intenzioni immobilizzandolo contro un muro e piegando un lampione a gas per dimostrare la sua forza erculea a Charlot, il quale però fulmineamente sfugge la presa infilandogli la testa dentro il lampione e aprendo la valvola del gas facendogli così perdere i sensi. Fatti intervenire gli increduli colleghi per immobilizzare e trasportare in galera il mascalzone, Charlot si imbatte nella ragazza della missione, volontaria nell'accudire le famiglie disagiate della via, accompagnandola e coadiuvandola nelle visite. Nel frattempo il cattivo si riprende e sbaragliata l'intera squadra di poliziotti fa ritorno alla propria abitazione dove intraprende un furibondo litigio con la disgraziata sua consorte richiamando l'attenzione di Charlot che accorre in soccorso, ignorando le generalità del protagonista, scoprendolo solo quando questi gli si avventerà contro per vendicarsi dell'affronto subito. La ragazza rimasta nel frattempo sola è adocchiata da una banda di balordi che, rapitala, la segrega in un sotterraneo in compagnia di un drogato che non mancherà di manifestarle indesiderate attenzioni.
Sfuggendo le grinfie del rivale, Charlot, si imbatte nella stessa banda di balordi soccombendo alla superiorità del numero, e sbattuto nello stesso luogo di segregazione della ragazza finisce per sedersi proprio sulla siringa che il drogato stava approntandosi con una dose di stupefacente; immediato l'effetto dell'iniezione che infonde a Charlot una carica di vitalità incontenibile grazie alla quale sbaraglia tutto e tutti quanti incontra sulla sua strada liberando sé stesso, la ragazza, il quartiere stesso dalle prepotenze e angherie.
La trasformazione del quartiere è stupefacente: la domenica mattina tutti i residenti tirati a lucido, compostamente, con mogli e figli al seguito si dirigono alla missione per la funzione, scambiandosi reciproci convenevoli col poliziotto, adesso vero garante della pacifica convivenza. Chiude il corteo, con la signora, l'ex prepotente bullo della via, irriconoscibile per eleganza e compostezza.

## Produzione
Complesso e travagliato (causa piogge californiane) l'allestimento scenografico dei vari set previsti, per le scene interne (in realtà tutto era girato in esterni, in luce diurna, non essendo ancora impiegata sul set l'illuminazione artificiale, ancora inaffidabile e dispendiosa in tempi d'allestimento) e la costruzione della via con l'incrocio a T, tipica delle ambientazioni di Chaplin e ispirata ai sobborghi londinesi della sua povera infanzia. La produzione e Chaplin stesso dovettero far pubblicare sui giornali comunicati in cui spiegavano le ragioni del ritardo nella distribuzione del film (le piogge e il maniacale perfezionismo di Chaplin).